# Calais (Maine)
Calais  város az USA Maine államában, Washington megyében. Lakosainak száma 3079 fő (2020. április 1.).

## Népesség
A település népességének változása:
| Lakosok száma | 3447 | 3123 | 3079 |
|               | 2000 | 2010 | 2020 |